# Alice Ball
Alice Augusta Ball, född 24 juli 1892 i Seattle, Washington, död 31 december i 1916 i Seattle, Washington, var en afroamerikansk kemist, som utvecklade ett injicerbart oljeextrakt som var den mest effektiva behandlingen mot lepra (spetälska) fram till 1940-talet. Hon var också den första kvinnan och första afroamerikanen att ta magisterexamen vid University of Hawaii.

## Biografi
Ball var dotter till James Presley och Laura Louise (Howard) Ball. Hennes familj ansågs tillhöra övre medelklass, eftersom hennes far var tidningsredaktör, fotograf, och advokat. Hennes farfar, James Ball Sr., var en känd fotograf, och var en av de första afroamerikaner i USA som lärde sig använda daguerreotyp. 
James Ball Sr., flyttade till Hawaii med sin familj 1903, men dog ett år senare vilket gjorde att familjen flyttade tillbaka till Seattle 1905. Efter återkomsten började Ball studera vid Seattle High School där hon tog examen 1910. Hon fortsatte med att studera kemi vid University of Washington,  och tog efter fyra år kandidatexamen i både farmaceutisk kemi och farmaci. Tillsammans med sin handledare i farmaci, publicerade hon en 10-sidig artikel med titeln Benzoylations in Ether Solution i den ansedda tidskriften Journal of American Chemical Society .
Efter sin examen fick Ball stipendier till University of California och University of Hawaii. Hon bestämde sig för att flytta tillbaka till Hawaii för att avlägga en magisterexamen i kemi. År 1915 blev hon den första kvinnan och första afroamerikanen att ta en magisterexamen vid University of Hawaii.
Ball dog vid en ålder av endast 24 år. Hon hade blivit sjuk under sin forskning och återvände till Seattle för behandling några månader före sin död. Enligt vissa uppgifter kunde dödsorsaken ha varit klorförgiftning, som inträffade i undervisningen. Emellertid är orsaken till hennes död okänd och hennes ursprungliga dödsattest ändrades, och anger nu dödsorsaken som tuberkulos.

## Eftermäle
Även om hennes forskarkarriär blev kort, införde Ball en ny behandling av Hansens sjukdom, som fortsatte att användas fram till 1940-talet. University of Hawaii undvek att uppmärksamma hennes arbete i nästan nittio år. År 2000 hedrade universitetet dock slutligen Ball genom att tillägna henne en plakett på skolans lone chaulmoogra-träd bakom Bachman Hall. Samma dag förklarade den dåvarande viceguvernör i Hawaii, Mazie Hirono, den 29 februari som "Alice Ball Day", som nu firas vart fjärde år. År 2007 uppmärksammades Ball av styrelsen för University of Hawaii med en hedersmedalj.

## Forskning
I sin forskning vid University of Hawaii, undersökte Ball kemiska föreningar och den aktiva beståndsdelen hos Piper methysticum (kava) för sin magisteruppsats.  Under arbetet med avhandlingen ombads Ball av Dr Harry T. Hollmann, en assisterande kirurg vid Kalihisjukhuset i Hawaii, att hjälpa honom att utveckla en metod för att isolera de aktiva kemiska föreningarna i chaulmoograolja.
Denna olja hade tidigare använts vid behandling av Hansens sjukdom (spetälska) med blandade resultat. De flesta patienter med Hansens sjukdom var ovilliga att inta oljan eftersom den smakade beskt och tenderade att orsaka magbesvär.
Boll utvecklade en process för att isolera etylestrar ur fettsyrorna i chaulmoograoljan så att dessa skulle kunna injiceras, men dog innan hon kunde publicera sina resultat. Arthur L. Dean, kemist och direktör vid University of Hawaii, fortsatte hennes arbete, publicerade resultaten, och började producera stora mängder av det injicerbara chaulmoograextraktet. Dean publicerade resultaten utan att ge Ball något erkännande, och kallade tekniken Deanmetoden, tills Hollmann avslöjade detta.  År 1918 rapporterade en hawaiiansk läkare i Journal of American Medical Association att totalt 78 patienter kunde skrivas ut från Kalihisjukhuset av hälsoexaminatorer efter behandling med injektionerna.  Den isolerade etylester förblev den främsta behandlingen av Hansens sjukdom tills sulfonamid utvecklades på 1940-talet.